# 1890 Konoshenkova
Az 1890 Konoshenkova (ideiglenes jelöléssel 1968 CD) egy kisbolygó a Naprendszerben. Ljudmila Csernih fedezte fel 1968. február 6-án.